# Ксеркс I
Хшаярша (староперс. Xšayāršā, перс. خشایارشا, дав.-гр. Ξέρξης, івр. חשיארש הראשון) — іранський шах і давньоєгипетський фараон, син Дар'явахуша І, правив з 485 до н. е. до своєї смерті 465 до н. е.).

## Життєпис
Як перший із синів Дарія, народжений у пурпурі, Ксеркс виявився сумлінним наступником. Він чітко дотримувався батьківського шанування Агура-Мазди, завершив багато великих будівельних проектів свого батька, і, слідуючи запаморочливим темпам завоювань за часів Кіра і Камбіса, можна сказати, що він зробив багато для реалізації проекту свого батька з консолідації далеко розкинутої імперії Ахеменідів.
За цей час немає жодних доказів того, що поклоніння Агура-Мазди було насильно нав'язане на будь-яких територіях в межах контролю Ахеменідів. Крім того, добре відома повага Кіра до місцевих вірувань і традицій, схоже, слугувала, за великим рахунком, зразком для наступних царів.
На початку свого правління мусив придушити повстання у Єгипті й Вавилоні, де зруйнував храми і статую бога Мардука. 
Найвідомішою подією правління Ксеркса залишається його злощасна кампанія проти Греції. У 480 до н. е. він зібрав у Малій Азії велике військо чисельністю, за різними джерелами, від 150 до 360 тисяч вояків. Збудованим мостом через Дарданелли, за підтримки флоту з 800 кораблів, вирушив у напрямку Греції. Біля Фермопілів його зустріло 6-тисячне військо під командою спартанського царя Леоніда. Лише через зраду Хшаярші вдалось подолати мужніх оборонців Еллади, але пізніше перський флот був на його очах знищений греками у морській битві при Саламіні. Втративши перспективи перемоги, Хшаярша мусив повертати до Малої Азії. Після повернення до Парси, продовжив адміністративну діяльність у стилі свого батька, але був вбитий заколотниками з числа власної охорони.

## Пам'ять
На його честь названо астероїд 7211 Ксеркс.